# Adeloneivaia boulleti
Adeloneivaia boulleti är en fjärilsart som beskrevs av Eugène Louis Bouvier 1923. Adeloneivaia boulleti ingår i släktet Adeloneivaia och familjen påfågelsspinnare. Inga underarter finns listade i Catalogue of Life.